# Aaron Norrman
Aaron Norrman (i riksdagen kallad Norrman i Veddige), född 6 augusti 1846 i Holsljunga socken, död 22 april 1898 i Veddige socken, var en svensk präst och riksdagsman. 
Aaron Norrman blev student vid Uppsala universitet 1867, prästvigdes 1868 och blev 1874 komminister i Tranemo socken. År 1879 blev han kyrkoherde i Veddige socken och 1895 kontraktsprost där. Han var ledamot av Sveriges riksdags andra kammare för Fjäre och Viske domsaga 1897–1898. 

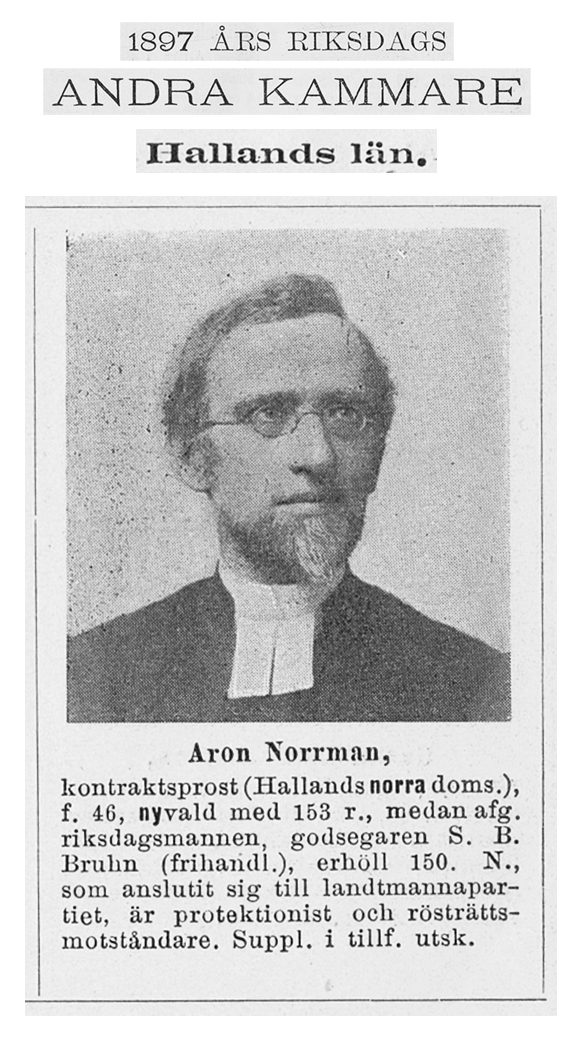
Porträttbok: Riksdagsmän 1897